# Paul Wamo
Paul Wamo (Lifou, Nueva Caledonia, 9 de noviembre de 1981) es un poeta y cantautor kanak. Actor de la escena artística de Nueva Caledonia, destaca en el manejo hábil y expresivo de las palabras, tanto en su forma oral como escrita. Reside actualmente en Francia metropolitana desde el año 2015.

## Biografía
Paul Wamo Taneisi nació el 9 de noviembre de 1981 en Nueva Caledonia, de un padre profesor, jefe de clan Nang en el distrito de Wetr en la isla de Lifou, y de una madre dedicada al comercio. Es el tercero de cinco hijos, creció en el barrio popular de Rivière salée, en las afueras de Nouméa.
Tocado por su condición de desarraigado, el joven Paul, de naturaleza introvertida, encontró en la escritura un medio de expresión saludable. Escribió sus primeros textos en el liceo Jules Garnier junto a sus amigos raperos. Después realizó estudios en «Lenguas y culturas regionales» en la Universidad de Nueva Caledonia.
En el 2006 publicó su primer poemario llamado Le pleurnicheur (en español El llorón), cuyo título hace referencia a los primeros gritos que hace un recién nacido. Enseñó en varios establecimientos escolares de Nouméa como profesor del idioma kanak drehu.
En paralelo, animó talleres de iniciación en el slam y participó en escenas locales, regionales e internacionales como los festivales Étonnants Voyageurs, Salón del libro de París, Festival de las artes del Pacífico.
En el 2007 tomó la decisión de consagrarse totalmente a su arte y renuncia a su carrera como profesor.
En el 2008 asoció la música a sus textos y publicó su primer libro CD titulado J’aime les mots ("amo las palabras").
Creó dos espectáculos en Nueva Caledonia a través de la participación de personas de diferentes generaciones y comunidades. 
- Shok ?!  presentado por primera vez en el 2011 por Paul Wamo eodeado de la tropa de teatro de Wetr y de la compañía Nyian.[6][5]
- EkoooO en 2013. Un espectáculo realizado con el apoyo del Chapitô y del centro cultural Tjibaou. Esta prestación de solo fue presentada igualmente en el Museo del andén Branly en el marco de la exposición Kanak l’art est une parole. [7][8]

En el marco de la exposición, participó junto a varios artistas en el álbum K Muzik en octubre de 2013. Este disco fue objeto de una gran cobertura mediática que incluye a Paul Wamo como líder del slam local.
Ese mismo año conoció a Christian Bordarier, quien se ofreció a apoyarlo en el desarrollo de un EP en Francia metropolitana. También colaboró con David Leroy, autor de Daddy DJ, quien compuso su tema electro funk kanéka Aemoon, premiado en el Festival de La Foa.
Originario de la escena del slam y a partir de la puesta en escena, Paul Wamo tuvo una serie de actuaciones que fueron notables para los medios de comunicación nacionales. También se produjo presentaciones posteriores en Babel Med Music en el stand de POEMART (el Pôle d'Exportateur de la Musique et des Arts de Nueva Caledonia).
Desde el 2015, su esposa y él están instalados en Francia metropolitana. Desde entonces Paul Wamo ha participado en variados proyectos artísticos en torno a la escritura y la oralidad, interviniendo tanto en la calle como en las escuelas y durante eventos culturales en ciudades de Francia y otros lugares.

## Contribuciones literarias y musicales

### Discografía
- 2014: SOL, su premier EP en auto production. Realizado por Lionel Gaillardin y grabado al Studio Bonzaï en París.

En julio del mismo año publicó su videoclip Aemoon, con música de David Leroy y fotografía de Théo Quillier, el cual ganó dos premios en el Festival de La Foa.
- 2013 : K Muzik - Poemart / Absilone / Socadisc. Un álbum de 14 pistas con la participación de Boagan, Gulaan, Jean-Philip Ihnomadra, Ykson, los bailarines de Wetr Kréation y Paul Wamo.
- 2008 : J'aime les Mots – editado por L’Herbier de feu y Grain de sable. Un CD-libro que contiene los textos y fotos de Paul Wamo, así como un disco de 17 pistas.